# Ólöf Loftsdóttir
Ólöf Loftsdóttir, född cirka 1410, död cirka 1479, var en isländsk hövdingadotter. Hon var av Skarðverjarnas ätt och bodde på gården Skarð á Skarðsströnd på Västlandet. Hon var dotter till häradshövdingen (sýslumaðr) och ståthållaren (hirðstjóri) Loftur ríki Guttormsson och Ingibjörg Pálsdóttir och gifte sig med ståthållaren Björn Þorleifsson: de beskrivs som de rikaste godsägarna på Island.  
Paret blev 1455 tillfångatagna av skotska pirater vid Orkney och förda som fångar till Skottland, och den danske kungen betalade då lösensumman för dem. De besökte sedan det danska hovet. De fick av kungen uppgiften att bekämpa engelsmännens ökande handel på Island, och vid sin återkomst ägnade de sig aktiv åt en fejd med engelsmännen på Island. År 1467 föll maken i strid mot britterna i ett slag där sonen tillfångatogs. Hon köpte då sonen fri och fortsatte kampen själv med stöd av sönerna. Hon lät tillfångata en stor mängd av engelsmännen på Island och utvisa dem. Enligt sägnen utbröt en storm vid hennes död, eftersom hon hade bett Gud om att hennes död skulle uppmärksammas.  